# AVO (korfbal)
Korfbalvereniging AVO Assen is een Nederlandse korfbalvereniging.

## Geschiedenis
AVO Assen is een fusievereniging vanuit VDW-OLS en Asko. De naam AVO is een combinatie van deze 2 namen.
VDW-OLS is in 1999 ontstaan uit een fusie tussen de verenigingen VDW en OLS. Zowel VDW als OLS werden in 1951 opgericht, VDW in de buurtschap Kloosterveen bij Assen en OLS in het dorp Witten bij Assen. Begin zeventiger jaren verhuisde VDW naar het recreatiepark Pittelo. OLS verhuisde in diezelfde periode naar de wijk Baggelhuizen.
In 1999 besloten beide verenigingen de krachten te bundelen en als een nieuwe vereniging verder te gaan onder de naam VDW-OLS. In 2004 verhuisde VDW-OLS van Pittelo naar het nieuwe sportpark De Hoogspanning in de wijk Kloosterveen waar het een geheel nieuwe kunstgras accommodatie betrok.
Asko werd in 1956 opgericht en speelde in de beginjaren aan de Kortbossen, thans de omgeving van De Bonte Wever, waarna het in 1966 naar het toenmalige sportpark De Houtlaan achter het Amelterbos verhuisde. Daar speelde het ruim 30 jaar haar wedstrijden om vervolgens in 1999 naar de wijk Marsdijk te verhuizen waar het de beschikking kreeg over een nieuwe accommodatie met een grote kantine en twee kunstgrasvelden.
Sportief gezien kenden beide verenigingen diverse hoogtepunten, zowel bij de jeugd als de senioren. Asko 1 speelde in de zeventiger- begin tachtiger jaren een aantal seizoenen Hoofdklasse in de zaal en acteerde daarna vooral op Overgangsklasse niveau. In diezelfde periode werden de A-junioren meerdere malen kampioen van Nederland, iets wat VDW A1 halverwege de jaren negentig, in Ahoy, ook lukte. Met wisselend succes waren ook diverse andere jeugdteams regelmatig op Kampioenschappen van Nederland aanwezig. Sinds het eind van de jaren negentig acteren beide verenigingen vooral op eerste klasse-niveau. De beide eerste teams werden regelmatig bij elkaar in de zelfde poule ingedeeld wat vele interessante, emotierijke stadsderby’s heeft opgeleverd. Helaas heeft dat echter niet tot een promotie naar een hogere klasse geleid.
In een streven die stap toch te kunnen gaan zetten werd in 2011 een werkgroep gestart die de opdracht had te onderzoeken welke mogelijkheden tot samenwerking er waren. Dit leidde een jaar later al tot het succesvol samenvoegen van de A-junioren van beide verenigingen met als direct tastbaar resultaat een kampioenschap in de zaal voor A1 en promotie naar de junioren Overgangsklasse. In de jaren daarop volgde de samenvoeging van de overige jeugdcategorieën. Als laatste werden twee jaar geleden ook de senioren samengevoegd.
De succesvolle samenwerking heeft in 2015 geleid tot een definitieve fusie van beide verenigingen. AVO heeft tot doel het aanbieden van korfbal op zowel topniveau als op niveau voor de meer recreatieve korfballer. AVO heeft gekozen voor de hoofdlocatie Marsdijk, waarbij voor de jongste jeugd ook trainingen in Kloosterveen worden aangeboden.

## Accommodaties
Zaalwedstrijden worden gespeeld in Sporthal de Marsdijkhal en de veldwedstrijden worden gespeeld aan het eigen complex aan de Martin Luther Kingweg 6 Assen

## Bekende spelers
Onderstaande spelers korfbalden bij AVO :
- Rianne Echten
- Wim Scholtmeijer
- Lieneke Pries